# Leichtathletik-Weltmeisterschaften 2019/100 m der Männer

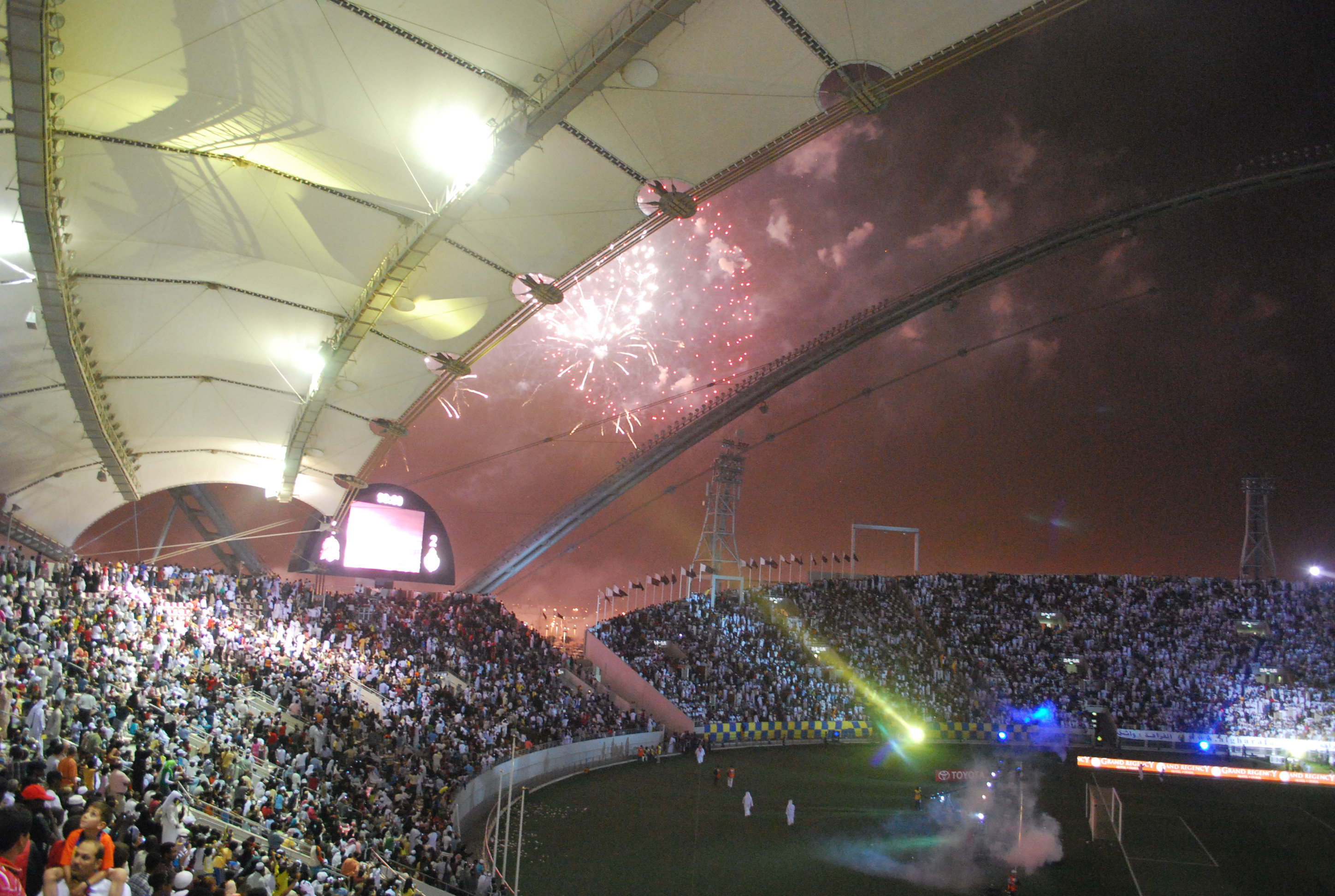
Das Khalifa International Stadium
während des Emir Cups im Jahr 2009

Der 100-Meter-Lauf der Männer bei den Leichtathletik-Weltmeisterschaften 2019 fand am 27. und 28. September 2019 im Khalifa International Stadium der katarischen Hauptstadt Doha statt.
67 Athleten aus 50 Ländern nahmen an dem Wettbewerb teil.
Die US-amerikanischen Sprinter errangen in dieser Disziplin einen Doppelsieg.
In 9,76 s siegte der Vizeweltmeister von 2017 Christian Coleman. Er hatte mit der 4-mal-100-Meter-Staffel seines Landes 2017 außerdem WM-Silber gewonnen. Hier in Doha gab es mit der Sprintstaffel am vorletzten Tag eine zweite Goldmedaille für ihn.
Silber ging in 9,89 s an den zweifachen Weltmeister (2005/2017), zweifachen Vizeweltmeister (2013/2015), Olympiasieger von 2004, Olympiazweiten von 2016 und Olympiadritten von 2012 Justin Gatlin, der außerdem über 200 Meter 2005 WM-Gold, 2015 WM-Silber und 2004 Olympiabronze errungen hatte. Mit der Sprintstaffel seines Landes war er 2015 und 2017 Vizeweltmeister und 2004 Olympiazweiter geworden. Hier in Doha gab es für ihn am vorletzten Tag wie für Christian Coleman Staffelgold.
In 9,90 s gewann der Kanadier Andre De Grasse wie bei den Weltmeisterschaften 2015 und den Olympischen Spielen 2016 die Bronzemedaille. Er war darüber hinaus über 200 Meter Olympiazweiter von 2016 und hatte mit der kanadischen Sprintstaffel 2016 Olympiabronze sowie 2015 WM-Bronze errungen. Hier in Doha erlief er sich drei Tage später über 200 Meter eine weitere Silbermedaille.

## Rekorde
Vor dem Wettbewerb galten folgende Rekorde:
| Weltrekord               | Usain Bolt | 09,58 s | WM in Berlin, Deutschland | 16. August 2009 |
| Weltmeisterschaftsrekord | Usain Bolt | 09,58 s | WM in Berlin, Deutschland | 16. August 2009 |

Der bestehende WM-Rekord wurde bei diesen Weltmeisterschaften nicht eingestellt und nicht verbessert.
Es wurden eine Weltjahresbestleistung und zwei Landesrekorde aufgestellt.
- Weltjahresbestleistung:
  - 09,76 s – Christian Coleman (USA), Finale am 28. September bei 0,6 m/s Rückenwind
- Landesrekorde:
  - 10,72 s – Stern Noel Liffa (Malawi), vierter Vorausscheidungslauf am 27. September bei Windstille
  - 11,64 s – Dinesh Kumar Dhakal (Bhutan), vierter Vorausscheidungslauf am 27. September bei Windstille

## Vorausscheidung
Aus den vier Vorausscheidungen qualifizierten sich die jeweils die Ersten jedes Laufes – hellblau unterlegt – und zusätzlich die fünf Zeitschnellsten – hellgrün unterlegt – für die Vorläufe.

### Lauf 1

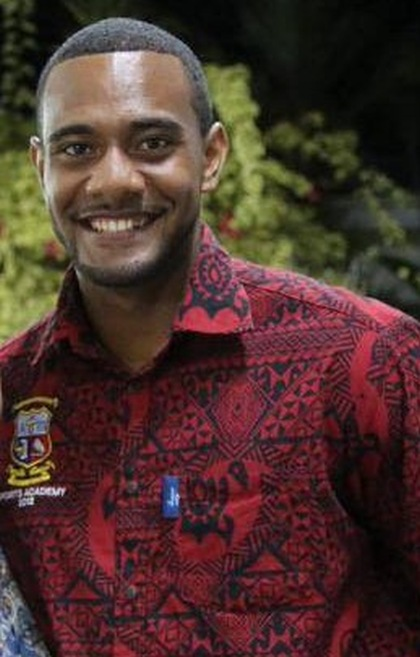
Ratu Banuve Tabakaucoro – ausgeschieden als Achter in 10,56 s

27. September 2019, 16:35 Uhr Ortszeit (15:35 Uhr MESZ)

Wind: +0,1 m/s
| Platz | Bahn | Athlet                   | Land                | Zeit (s) |
| ----- | ---- | ------------------------ | ------------------- | -------- |
| 1     | 2    | Taymir Burnet            | Niederlande         | 10,23    |
| 2     | 5    | Hakeem Huggins           | St. Kitts und Nevis | 10,49    |
| 3     | 7    | Owaab Barrow             | Katar               | 10,64 PB |
| 4     | 8    | Ronald Lawrence Fotofili | Tonga               | 11,06    |
| 5     | 4    | Saymon Rijo              | Anguilla            | 11,11 PB |
| 6     | 3    | Said Gilani              | Afghanistan         | 11,45 SB |
| 7     | 9    | Tikove Piira             | Cookinseln          | 11,81    |
| 8     | 6    | Alpha Diagana            | Mauretanien         | 12,30 PB |

### Lauf 2

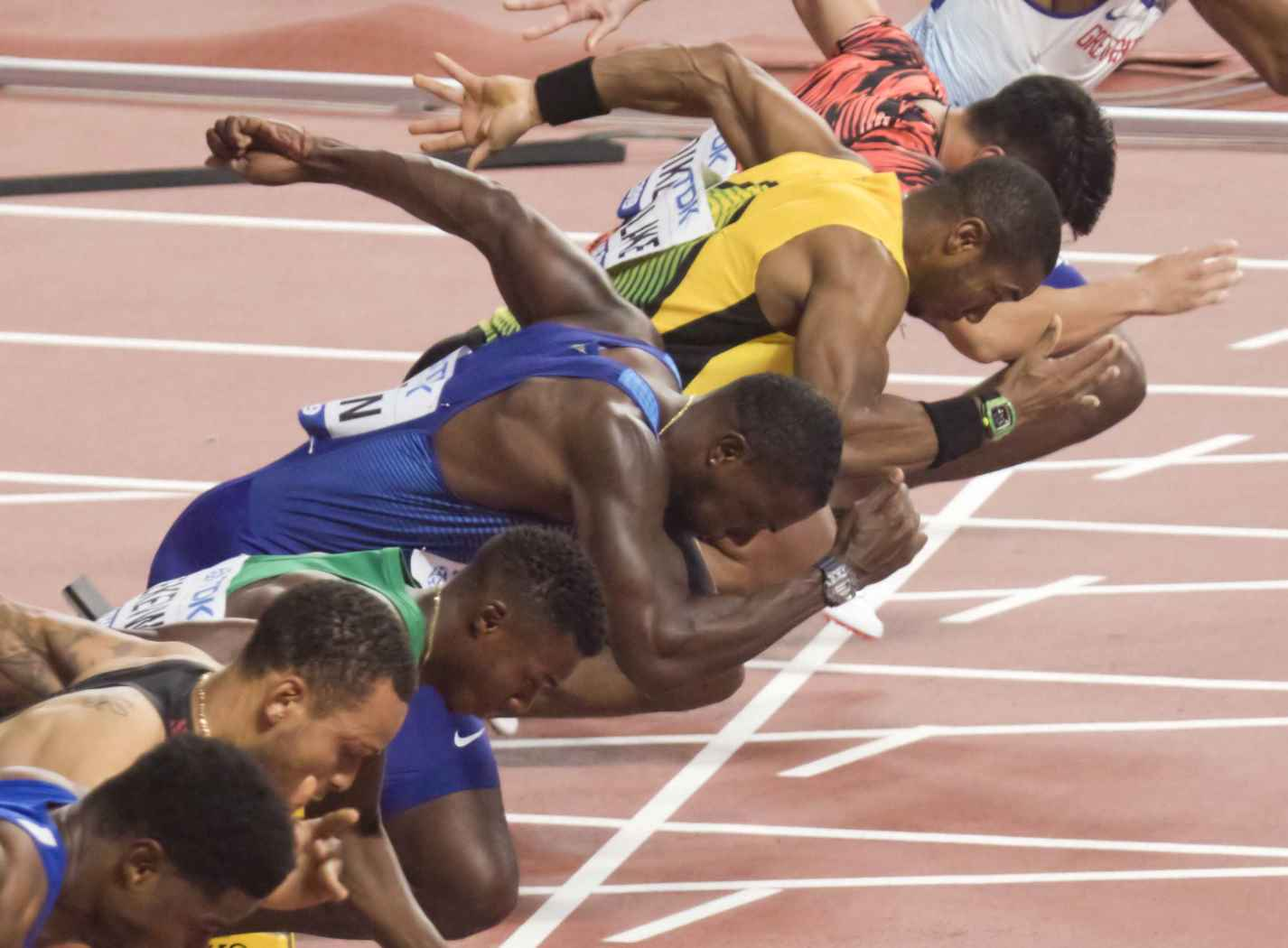
Start zum zweiten Halbfinale (v. l. n. r.): Emmanuel Matadi, Andre De Grasse, Raymond Ekevwo, Justin Gatlin, Yohan Blake, Yūki Koike, Ojie Edoburun

27. September 2019, 16:43 Uhr Ortszeit (15:43 Uhr MESZ)

Wind: +0,4 m/s
| Platz | Bahn | Athlet                  | Land      | Zeit (s) |
| ----- | ---- | ----------------------- | --------- | -------- |
| 1     | 6    | Kim Kuk-young           | Südkorea  | 10,32    |
| 2     | 4    | Ngần Ngọc Nghĩa         | Vietnam   | 10,67 SB |
| 3     | 5    | Yendountien Tiebekabe   | Togo      | 10,69    |
| 4     | 8    | Brandon Jones           | Belize    | 10,88    |
| 5     | 9    | Paul Ma’unikeni         | Salomonen | 11,29 SB |
| 6     | 7    | Tirioro Kamoriki Willie | Kiribati  | 11,57    |
| DNS   | 3    | Ahmed Ali               | Sudan     |          |

### Lauf 3
27. September 2019, 16:51 Uhr Ortszeit (15:51 Uhr MESZ)

Wind: +0,3 m/s
| Platz | Bahn | Athlet              | Land                               | Zeit (s) |
| ----- | ---- | ------------------- | ---------------------------------- | -------- |
| 1     | 9    | Xu Zhouzheng        | Volksrepublik China                | 10,35    |
| 2     | 6    | Jonathan Bardottier | Mauritius                          | 10,61    |
| 3     | 8    | Melique García      | Honduras                           | 10,76    |
| 4     | 7    | Rossene Mpingo      | Demokratische Republik Kongo       | 10,98 PB |
| 5     | 3    | Scott Fiti          | Föderierte Staaten von Mikronesien | 11,34    |
| 6     | 5    | Bleu Michael Perez  | Guam                               | 11,48 SB |
| 7     | 4    | Don Motellang       | Marshallinseln                     | 11,89 PB |

### Lauf 4
27. September 2019, 16:59 Uhr Ortszeit (15:59 Uhr MESZ)

Wind: ±0,0 m/s
| Platz | Bahn | Athlet                      | Land               | Zeit (s) |
| ----- | ---- | --------------------------- | ------------------ | -------- |
| 1     | 5    | Ebrima Camara               | Gambia             | 10,36    |
| 2     | 4    | Banuve Tabakaucoro          | Fidschi            | 10,56    |
| 3     | 2    | Stern Noel Liffa            | Malawi             | 10,72 NR |
| 4     | 9    | Jonah Harris                | Nauru              | 11,01    |
| 5     | 6    | Cheick Camara               | Guinea             | 11,38 PB |
| 6     | 3    | Dinesh Kumar Dhakal         | Bhutan             | 11,64 NR |
| 7     | 7    | Nainoa Soto Thompson        | Amerikanisch-Samoa | 11,66    |
| 8     | 8    | Adrian Justin Jimeno Ililau | Palau              | 11,67    |

## Vorläufe
Aus den sechs Vorläufen qualifizierten sich die jeweils drei Ersten jedes Laufes – hellblau unterlegt – und zusätzlich die sechs Zeitschnellsten – hellgrün unterlegt – für das Halbfinale.

### Lauf 1
27. September 2019, 18:05 Uhr Ortszeit (17:05 Uhr MESZ)

Wind: −0,3 m/s
| Platz | Bahn | Athlet              | Land                | Offizielle Zeit (s) | Tausendstelsek. (inoffiziell) |
| ----- | ---- | ------------------- | ------------------- | ------------------- | ----------------------------- |
| 1     | 6    | Akani Simbine       | Südafrika           | 10,01               |                               |
| 2     | 3    | Aaron Brown         | Kanada              | 10,16               |                               |
| 3     | 7    | Xie Zhenye          | Volksrepublik China | 10,19               |                               |
| 4     | 9    | Taymir Burnet       | Niederlande         | 10,21               |                               |
| 5     | 5    | Ojie Edoburun       | Großbritannien      | 10,23               | 10,222                        |
| 6     | 8    | Christopher Belcher | USA                 | 10,23               | 10,230                        |
| 7     | 4    | Kemar Hyman         | Cayman Islands      | 10,37               |                               |
| 8     | 2    | Banuve Tabakaucoro  | Fidschi             | 10,56               |                               |

### Lauf 2
27. September 2019, 18:13 Uhr Ortszeit (17:13 Uhr MESZ)

Wind: −0,8 m/s
| Platz | Bahn | Athlet              | Land           | Zeit (s) |
| ----- | ---- | ------------------- | -------------- | -------- |
| 1     | 9    | Justin Gatlin       | USA            | 10,06    |
| 2     | 7    | Andre De Grasse     | Kanada         | 10,13    |
| 3     | 4    | Adam Gemili         | Großbritannien | 10,19    |
| 4     | 6    | Tyquendo Tracey     | Jamaika        | 10,21    |
| 5     | 8    | Edward Osei-Nketia  | Neuseeland     | 10,24    |
| 6     | 5    | Rohan Browning      | Australien     | 10,40    |
| 7     | 3    | Usheoritse Itsekiri | Nigeria        | 10,46    |
| DNS   | 2    | Jonathan Bardottier | Mauritius      |          |

### Lauf 3

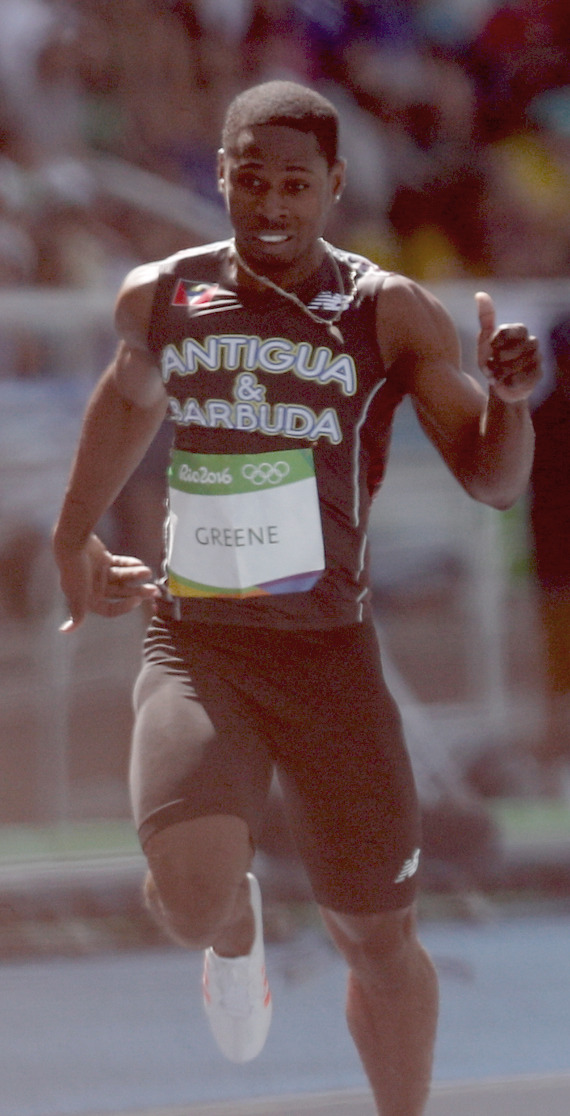
Cejhae Greene – ausgeschieden als Fünfter in 10,33 s
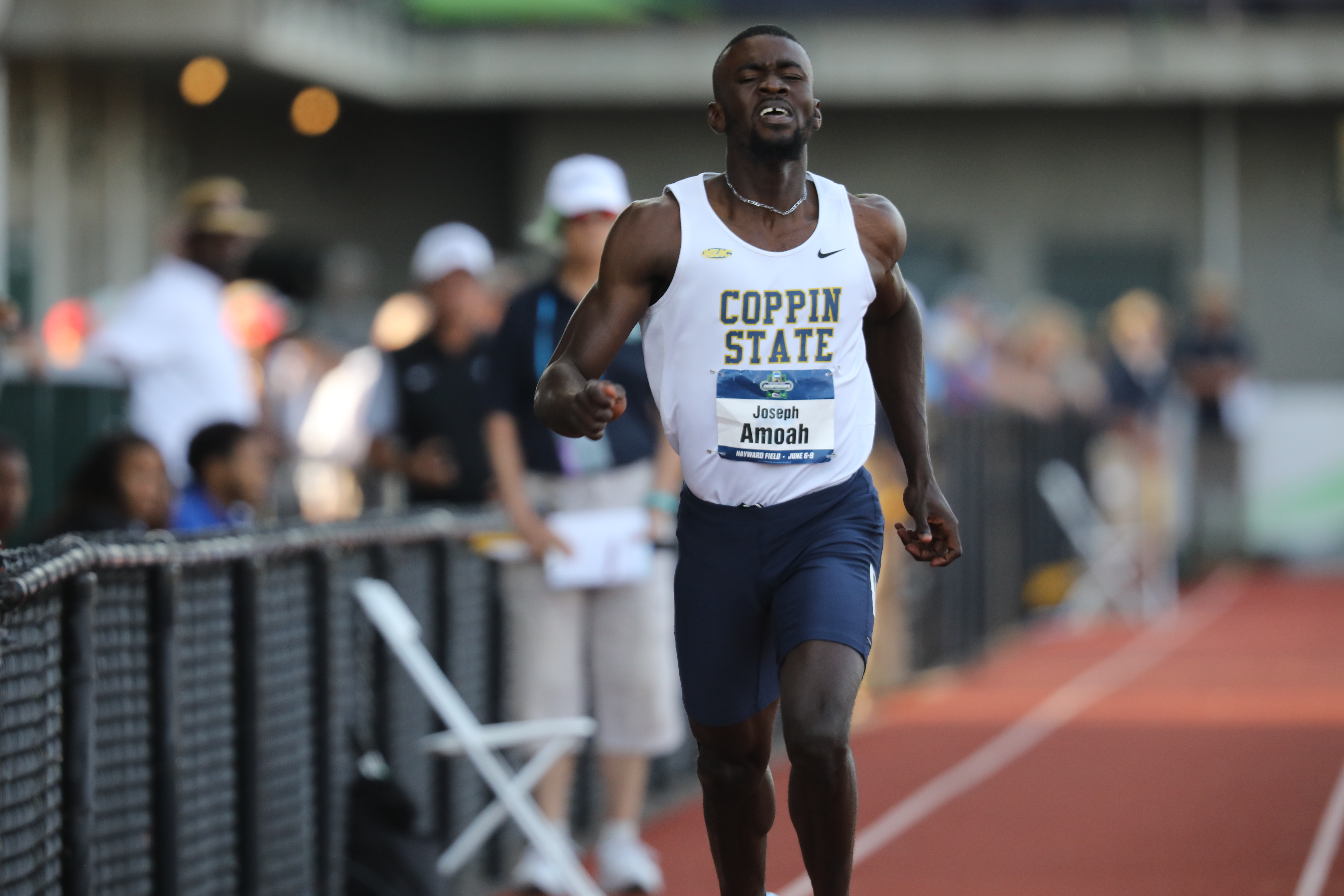
Joseph Paul Amoah – ausgeschieden als Sechster in 10,36 s

27. September 2019, 18:21 Uhr Ortszeit (17:21 Uhr MESZ)

Wind: −0,8 m/s
| Platz | Bahn | Athlet            | Land                | Zeit (s) |
| ----- | ---- | ----------------- | ------------------- | -------- |
| 1     | 4    | Zharnel Hughes    | Großbritannien      | 10,08    |
| 2     | 8    | Raymond Ekevwo    | Nigeria             | 10,14    |
| 3     | 5    | Emmanuel Matadi   | Liberia             | 10,19    |
| 4     | 7    | Simon Magakwe     | Südafrika           | 10,25    |
| 5     | 6    | Cejhae Greene     | Antigua und Barbuda | 10,33    |
| 6     | 3    | Joseph Paul Amoah | Ghana               | 10,36    |
| 7     | 9    | Xu Zhouzheng      | Volksrepublik China | 10,37    |
| 8     | 2    | Ebrima Camara     | Gambia              | 10,38    |

### Lauf 4

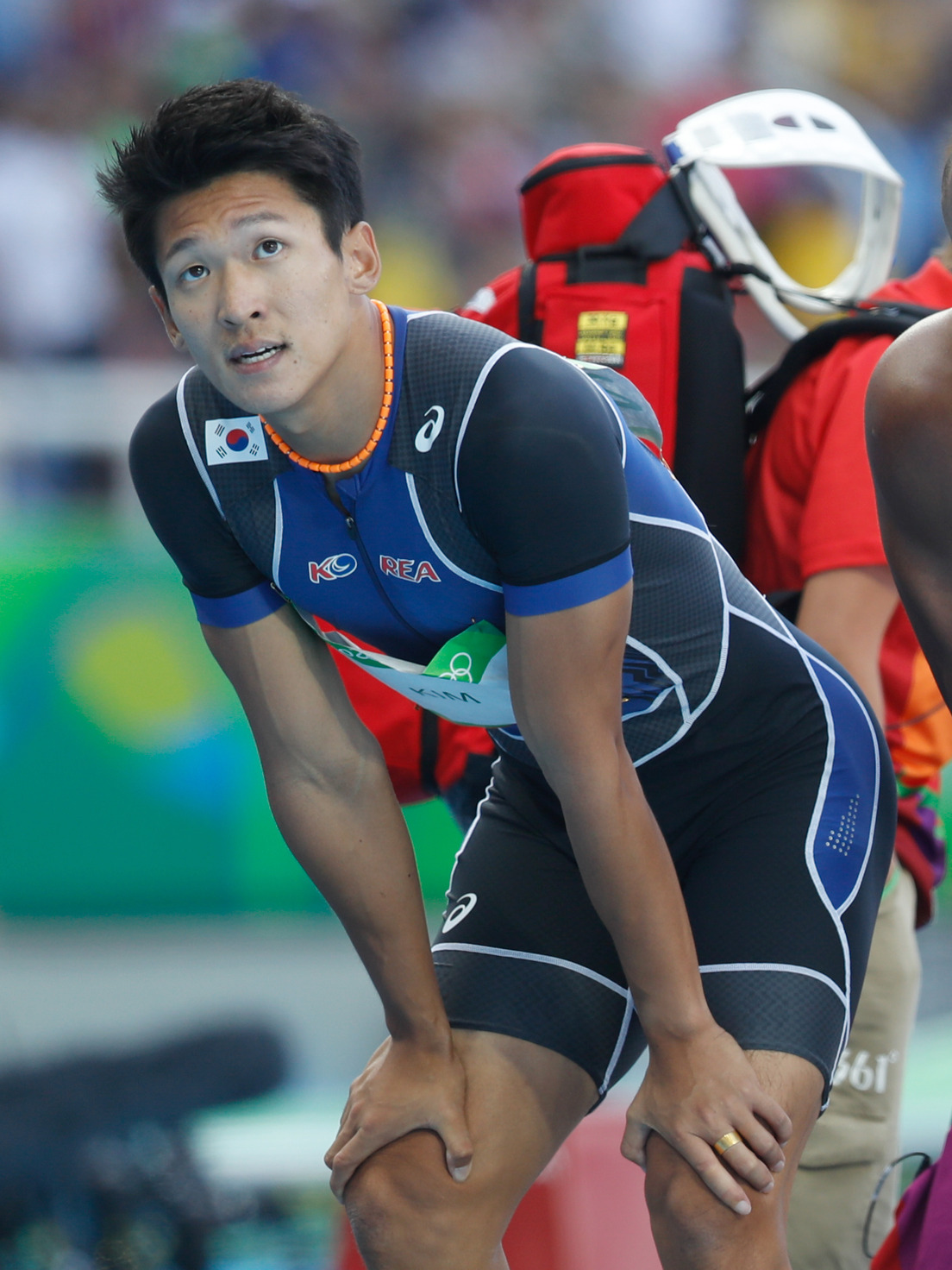
Kim Kuk-young – ausgeschieden als Sechster in 10,32 s
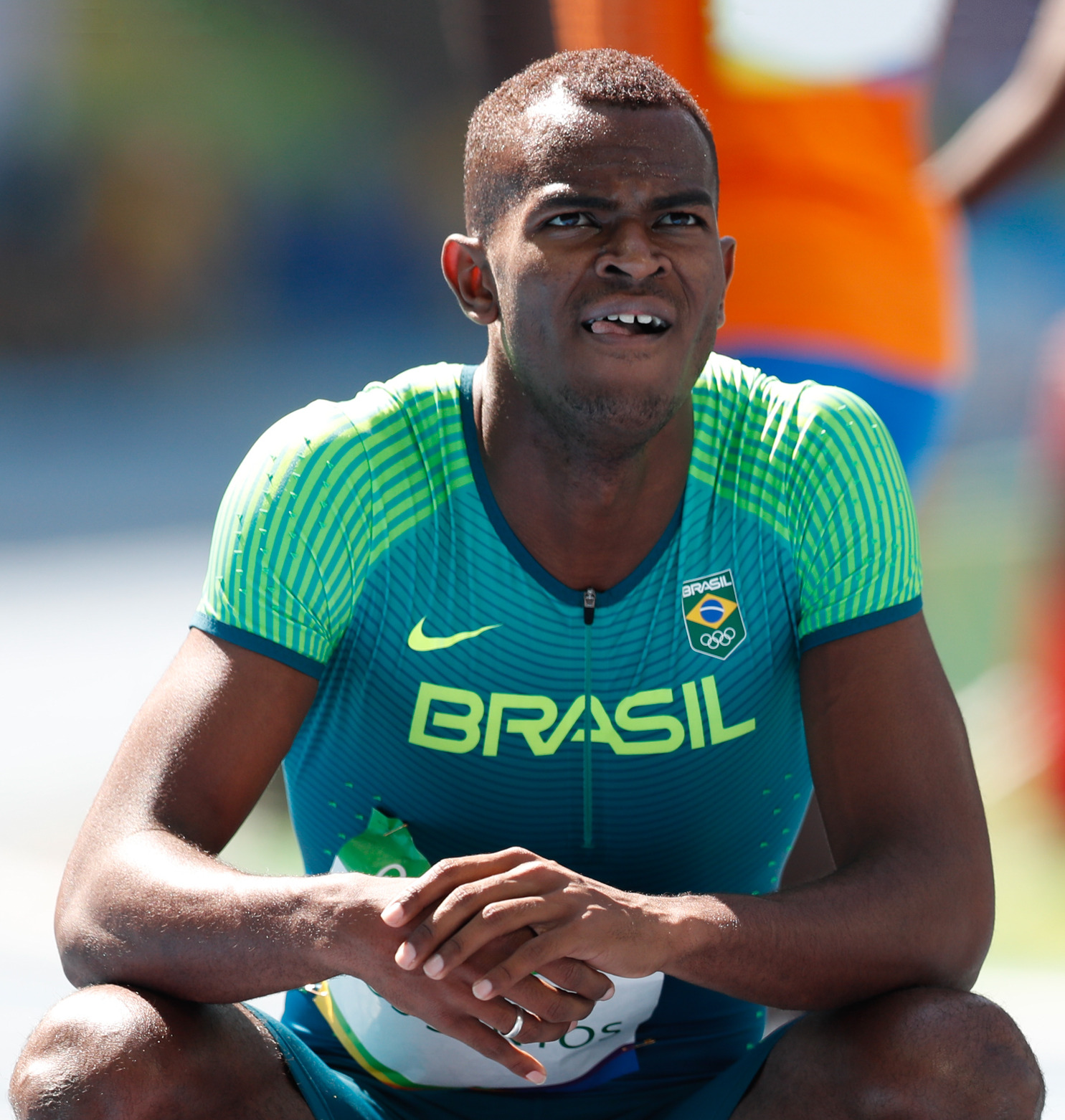
Vitor Hugo dos Santos – ausgeschieden als Siebter in 10,42 s

27. September 2019, 18:29 Uhr Ortszeit (17:29 Uhr MESZ)

Wind: −0,3 m/s
| Platz | Bahn | Athlet                | Land                | Zeit (s) |
| ----- | ---- | --------------------- | ------------------- | -------- |
| 1     | 4    | Yohan Blake           | Jamaika             | 10,07    |
| 2     | 5    | Jimmy Vicaut          | Frankreich          | 10,08    |
| 3     | 7    | Arthur Cissé          | Elfenbeinküste      | 10,14    |
| 4     | 3    | Yoshihide Kiryū       | Japan               | 10,18    |
| 5     | 8    | Su Bingtian           | Volksrepublik China | 10,21    |
| 6     | 9    | Kim Kuk-young         | Südkorea            | 10,32    |
| 7     | 6    | Vitor Hugo dos Santos | Brasilien           | 10,42    |
| 8     | 2    | Hakeem Huggins        | St. Kitts und Nevis | 10,62    |

### Lauf 5

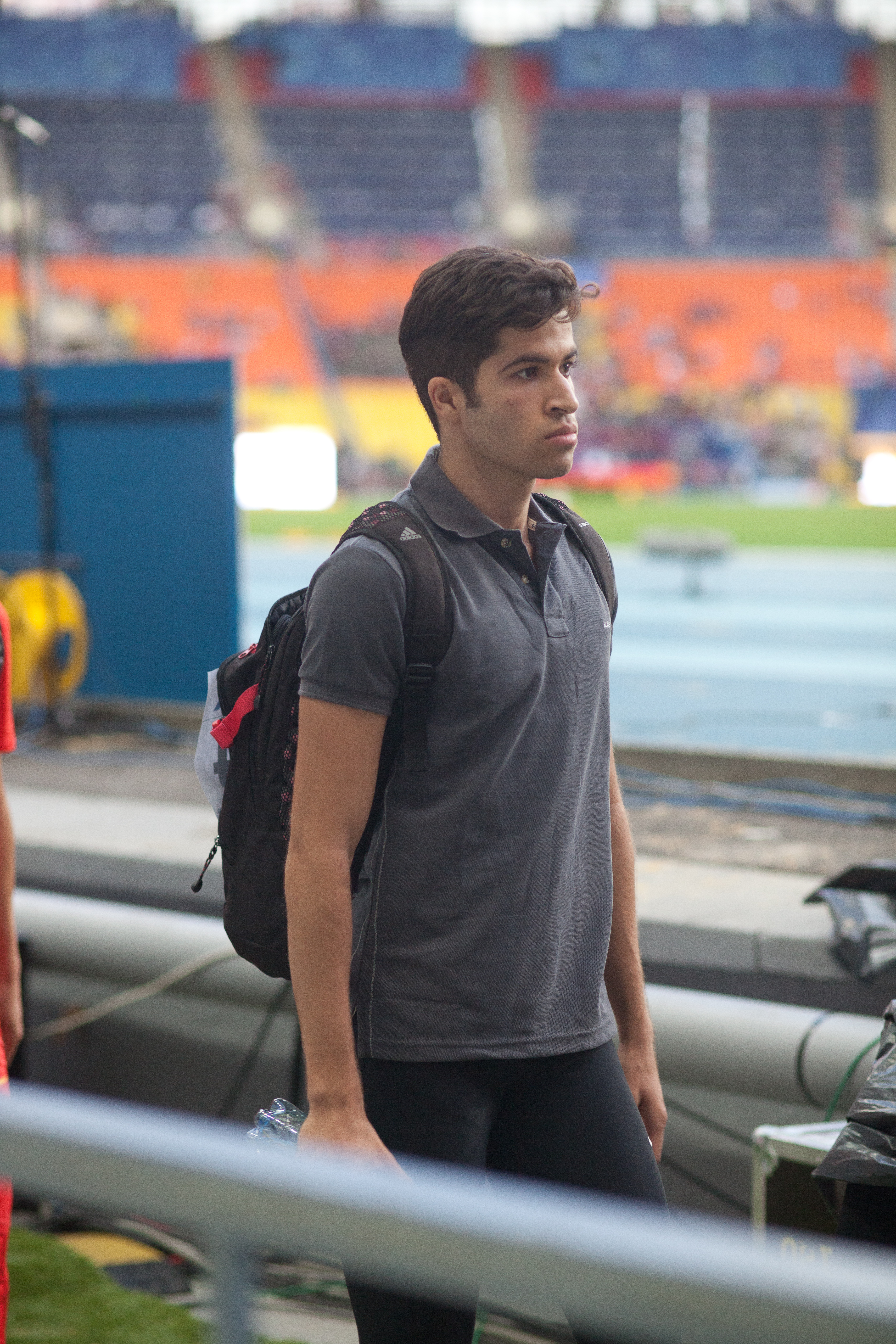
Hassan Taftian – ausgeschieden als Fünfter in 10,24 s

27. September 2019, 18:37 Uhr Ortszeit (17:37 Uhr MESZ)

Wind: −0,3 m/s
| Platz | Bahn | Athlet                  | Land      | Zeit (s) |
| ----- | ---- | ----------------------- | --------- | -------- |
| 1     | 2    | Paulo André de Oliveira | Brasilien | 10,11    |
| 2     | 6    | Mike Rodgers            | USA       | 10,14    |
| 3     | 7    | Filippo Tortu           | Italien   | 10,20    |
| 4     | 8    | Yūki Koike              | Japan     | 10,21    |
| 5     | 5    | Hassan Taftian          | Iran      | 10,24    |
| 6     | 4    | Thando Dlodlo           | Südafrika | 10,25    |
| 7     | 9    | Owaab Barrow            | Katar     | 12,82    |
| DNS   | 3    | Divine Oduduru          | Nigeria   |          |

### Lauf 6
27. September 2019, 18:45 Uhr Ortszeit (17:45 Uhr MESZ)

Wind: ±0,0 m/s
| Platz | Bahn | Athlet                 | Land       | Zeit (s) |
| ----- | ---- | ---------------------- | ---------- | -------- |
| 1     | 4    | Christian Coleman      | USA        | 09,98    |
| 2     | 7    | Marcell Jacobs         | Italien    | 10,07    |
| 3     | 5    | Abdul Hakim Sani Brown | Japan      | 10,09    |
| 4     | 3    | Rodrigo do Nascimento  | Brasilien  | 10,25    |
| 5     | 6    | Mario Burke            | Barbados   | 10,31    |
| 6     | 2    | Lalu Muhammad Zohri    | Indonesien | 10,36    |
| 7     | 8    | Alex Wilson            | Schweiz    | 10,38    |
| DNS   | 9    | Ngần Ngọc Nghĩa        | Vietnam    |          |

Im sechsten Vorlauf ausgeschiedene Sprinter:

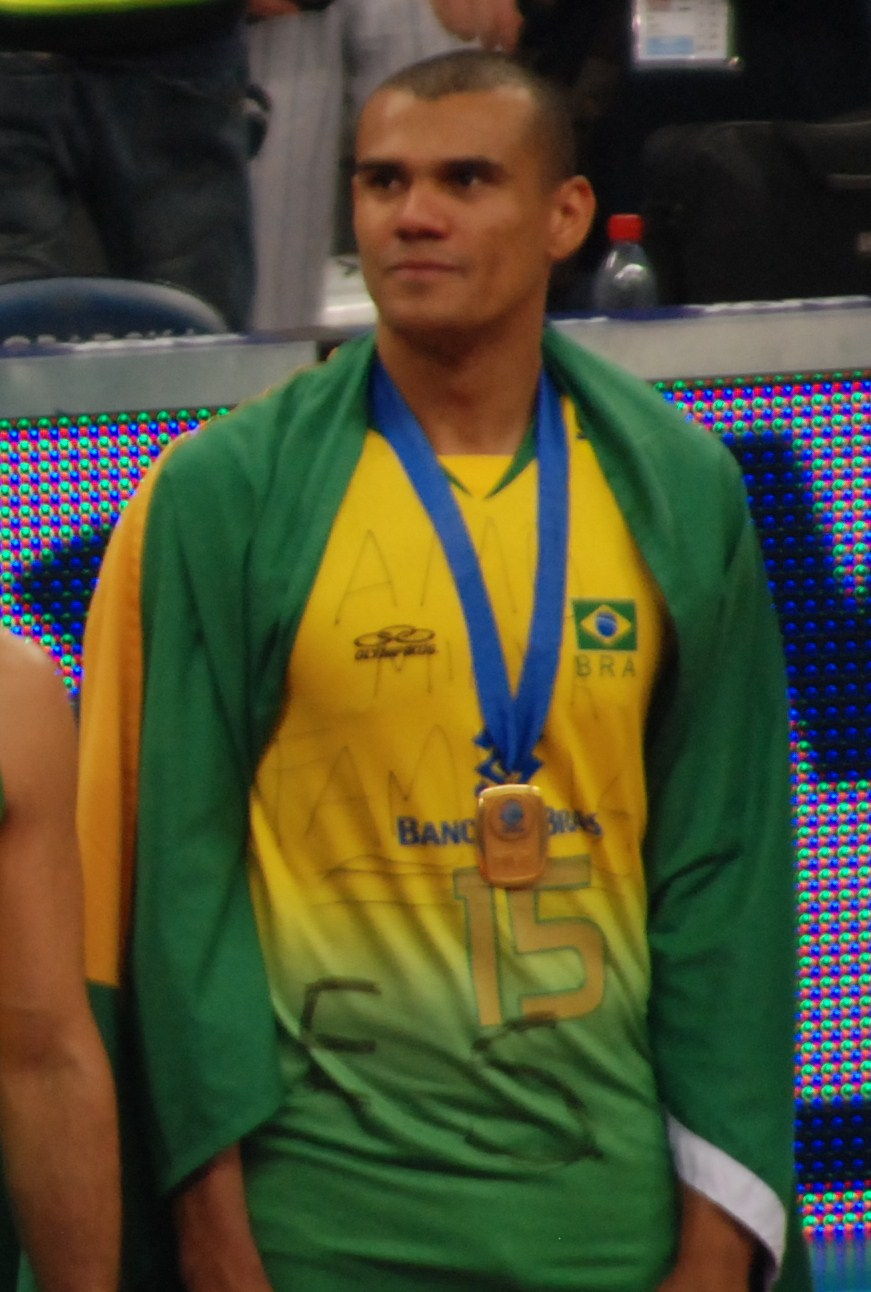
Rodrigo do Nascimento Rang vier in 10,25 s
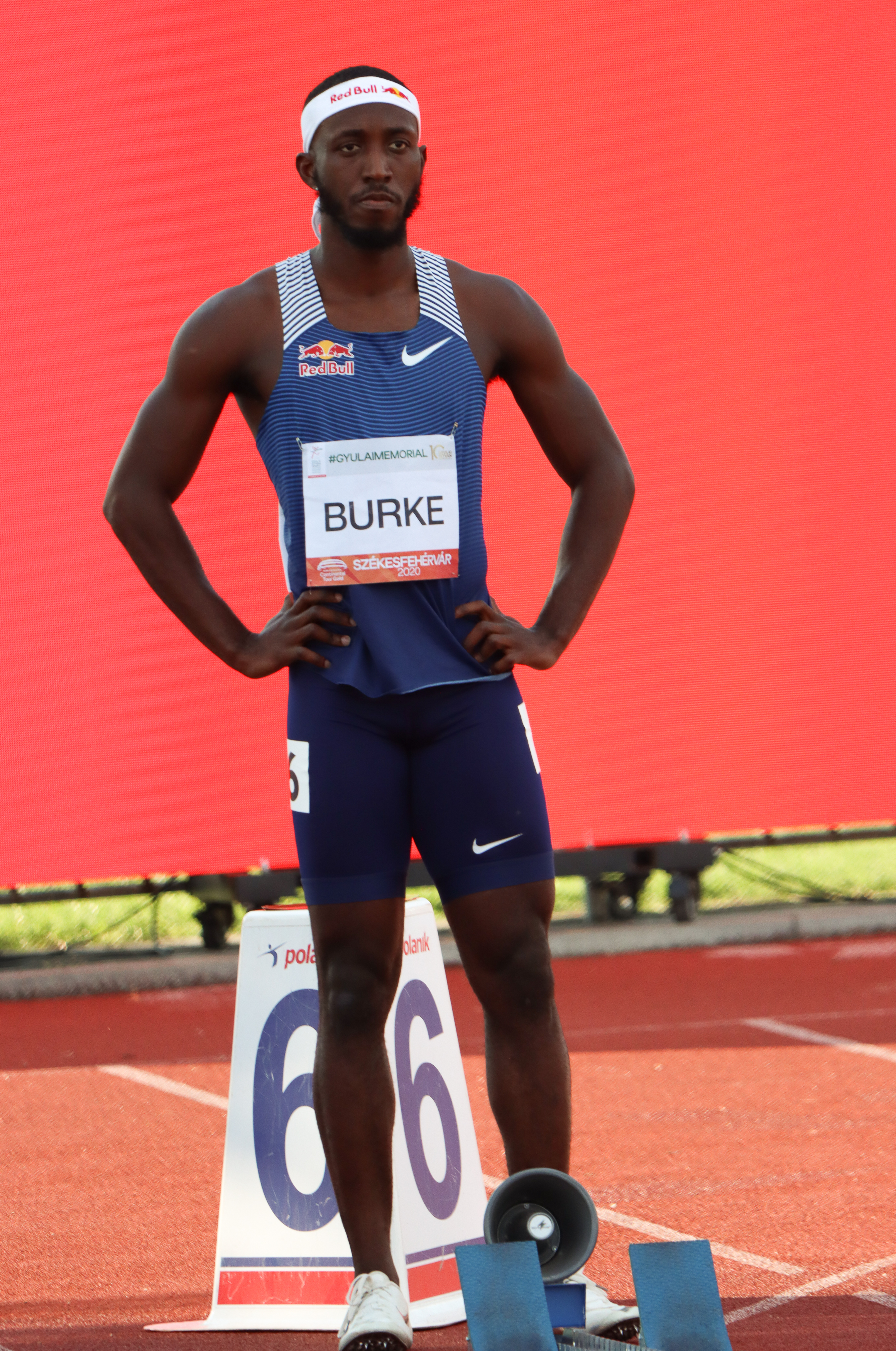
Mario Burke Rang fünf in 10,31 s
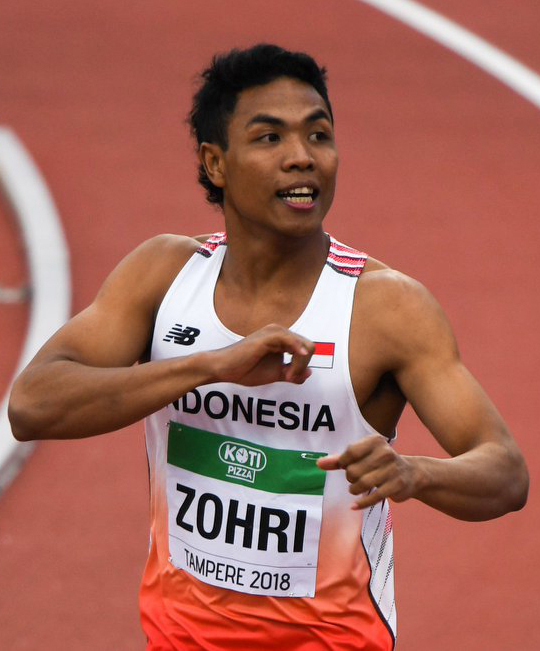
Lalu Muhammad Zohri Rang sechs in 10,36 s
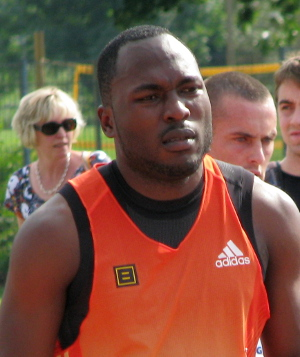
Alex Wilson Rang acht in 10,38 s

## Halbfinale
Aus den drei Halbfinalläufen qualifizierten sich die jeweils zwei Ersten jedes Laufes – hellblau unterlegt – und zusätzlich die zwei Zeitschnellsten – hellgrün unterlegt – für das Finale.

### Lauf 1
28. September 2019, 18:45 Uhr Ortszeit (17:45 Uhr MESZ)

Wind: −0,3 m/s
| Platz | Bahn | Athlet                  | Land                | Zeit (s) |
| ----- | ---- | ----------------------- | ------------------- | -------- |
| 1     | 5    | Christian Coleman       | USA                 | 09,88    |
| 2     | 4    | Aaron Brown             | Kanada              | 10,12    |
| 3     | 8    | Adam Gemili             | Großbritannien      | 10,13    |
| 4     | 6    | Paulo André de Oliveira | Brasilien           | 10,14    |
| 5     | 9    | Abdul Hakim Sani Brown  | Japan               | 10,15    |
| 6     | 2    | Taymir Burnet           | Niederlande         | 10,18    |
| 7     | 7    | Marcell Jacobs          | Italien             | 10,20    |
| 8     | 3    | Su Bingtian             | Volksrepublik China | 10,23    |

Im ersten Halbfinale ausgeschiedene Sprinter:

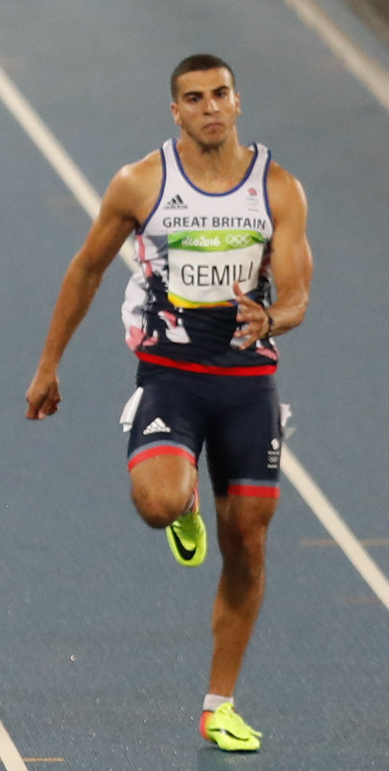
Adam Gemili Rang drei in 10,13 s
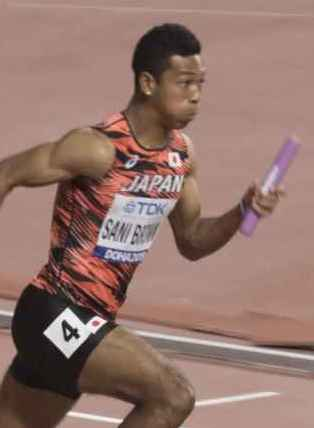
Abdul Hakim Sani Brown Rang fünf in 10,1 s
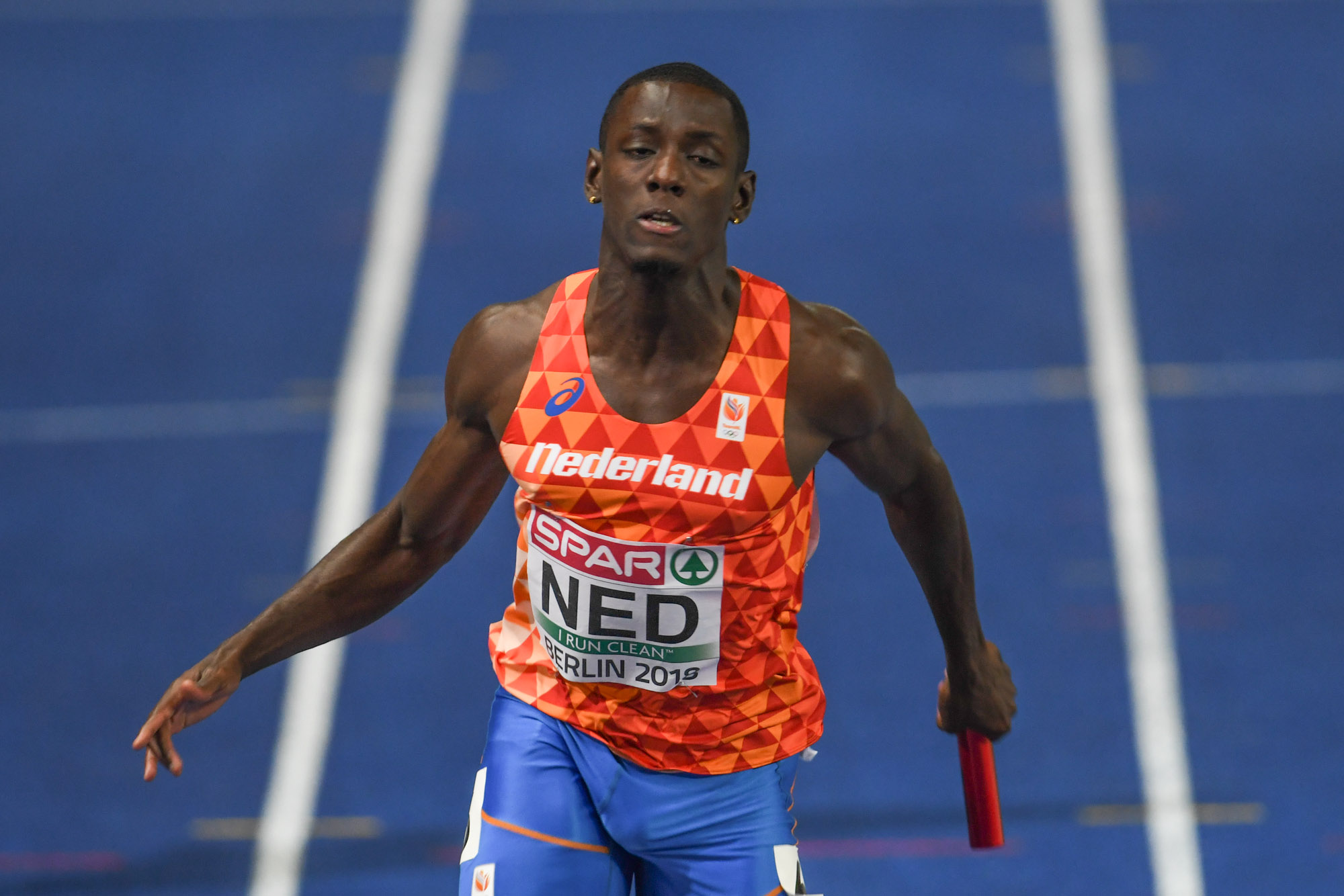
Taymir Burnet Rang sechs in 10,18 s
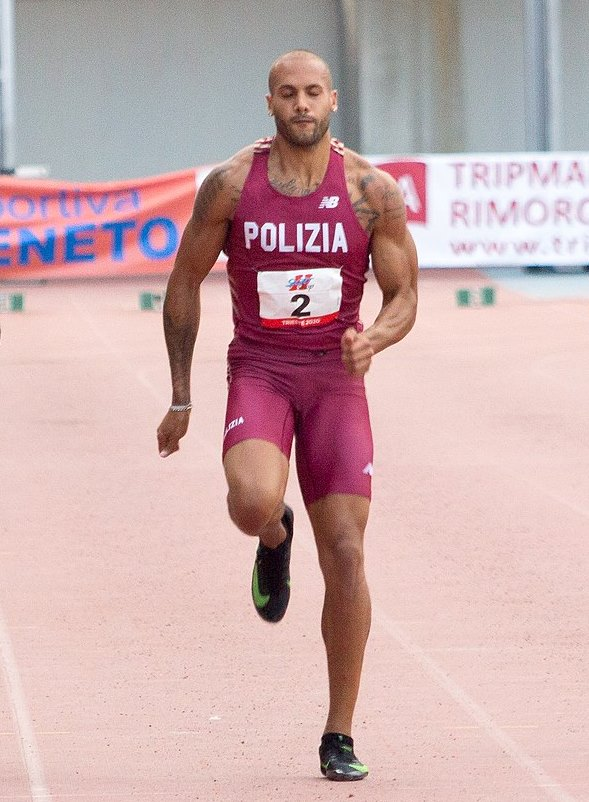
Marcell Jacobs Rang sieben in 10,20 s
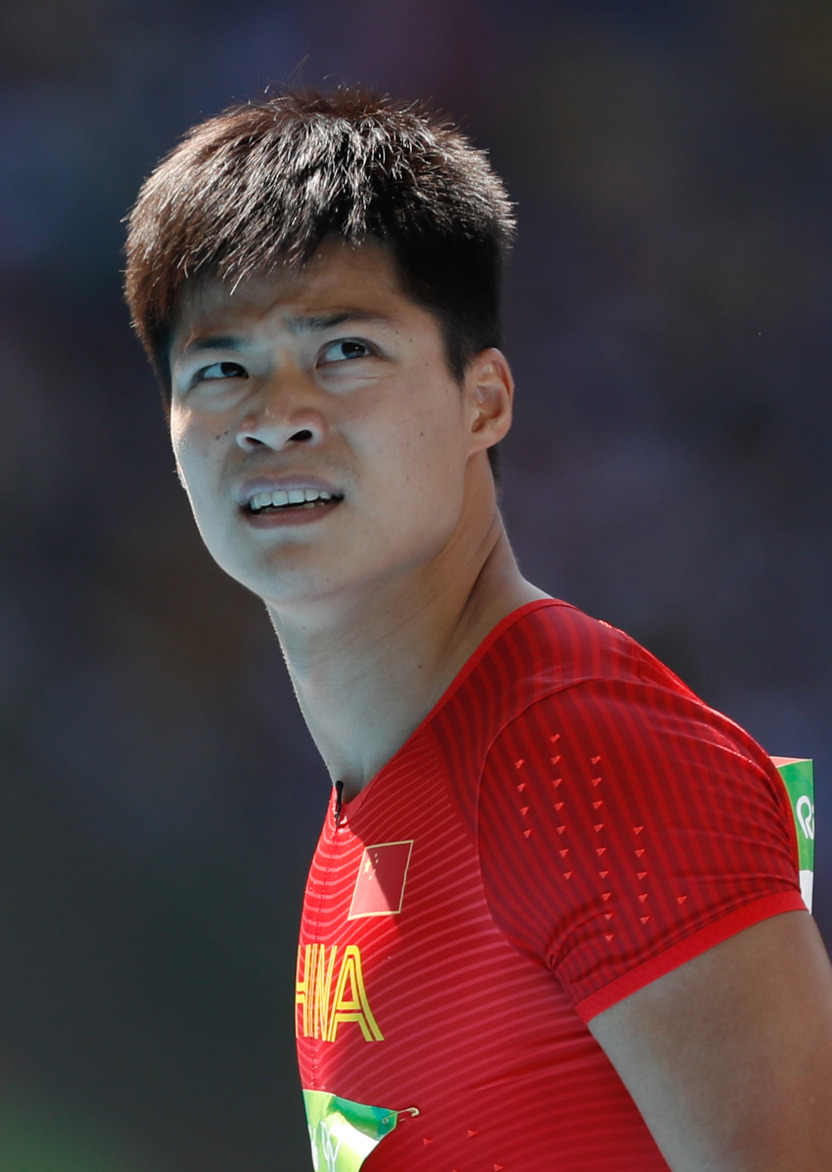
Su Bingtian Rang acht in 10,23 s

### Lauf 2
28. September 2019, 18:53 Uhr Ortszeit (17:53 Uhr MESZ)

Wind: −0,1 m/s
| Platz | Bahn | Athlet          | Land                | Offizielle Zeit (s) | Tausendstelsek. (inoffiziell) |
| ----- | ---- | --------------- | ------------------- | ------------------- | ----------------------------- |
| 1     | 7    | Andre De Grasse | Kanada              | 10,07               |                               |
| 2     | 4    | Yohan Blake     | Jamaika             | 10,09               | 10.086                        |
| 3     | 5    | Justin Gatlin   | USA                 | 10,09               | 10.087                        |
| 4     | 9    | Xie Zhenye      | Volksrepublik China | 10,14               |                               |
| 5     | 6    | Raymond Ekevwo  | Nigeria             | 10,20               |                               |
| 6     | 2    | Ojie Edoburun   | Großbritannien      | 10,22               |                               |
| 7     | 3    | Yūki Koike      | Japan               | 10,28               | 10.272                        |
| 8     | 8    | Emmanuel Matadi | Liberia             | 10,28               | 10.274                        |

Im zweiten Halbfinale ausgeschiedene Sprinter:

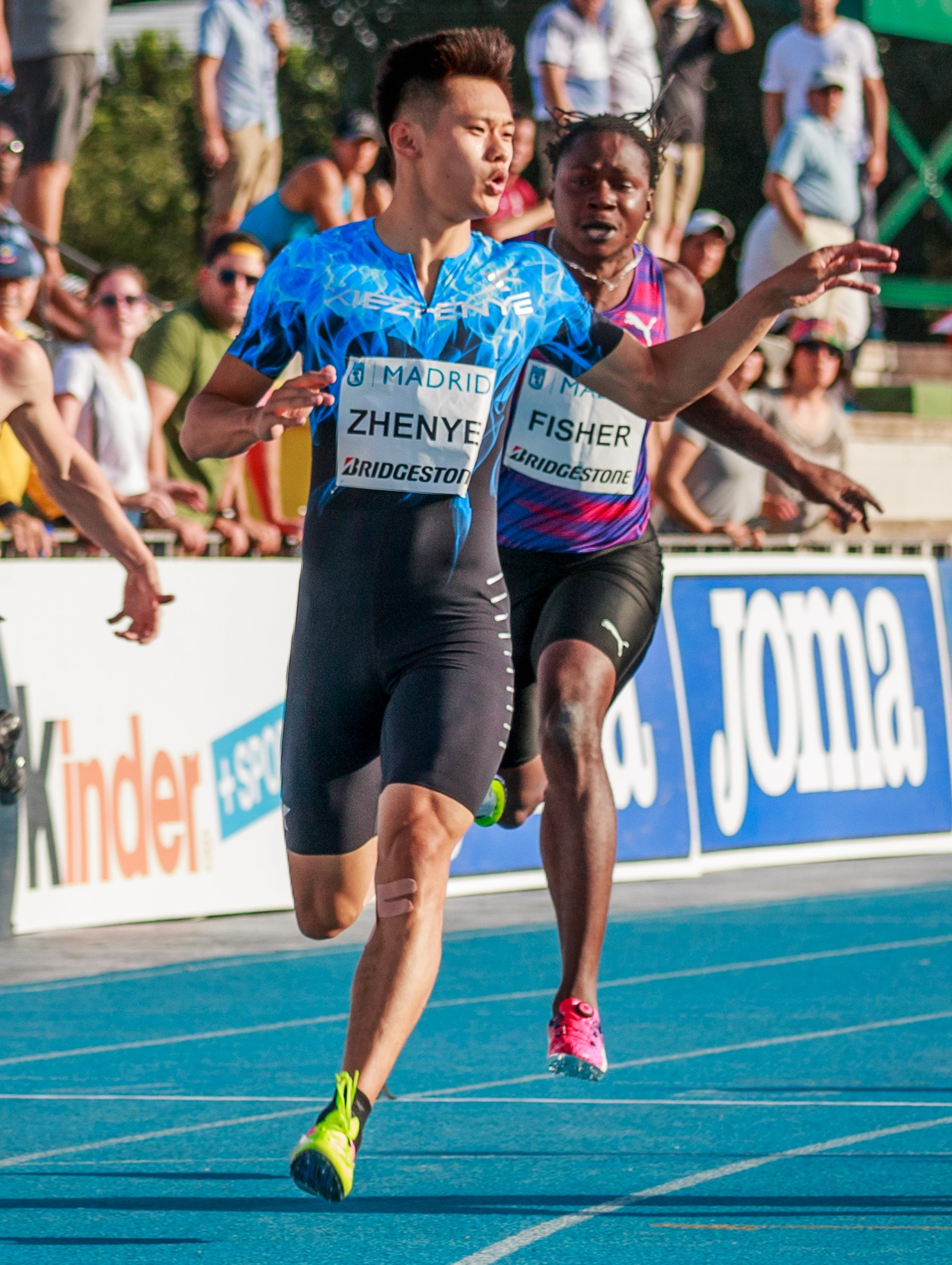
Xie Zhenye Rang vier in 10,14 s
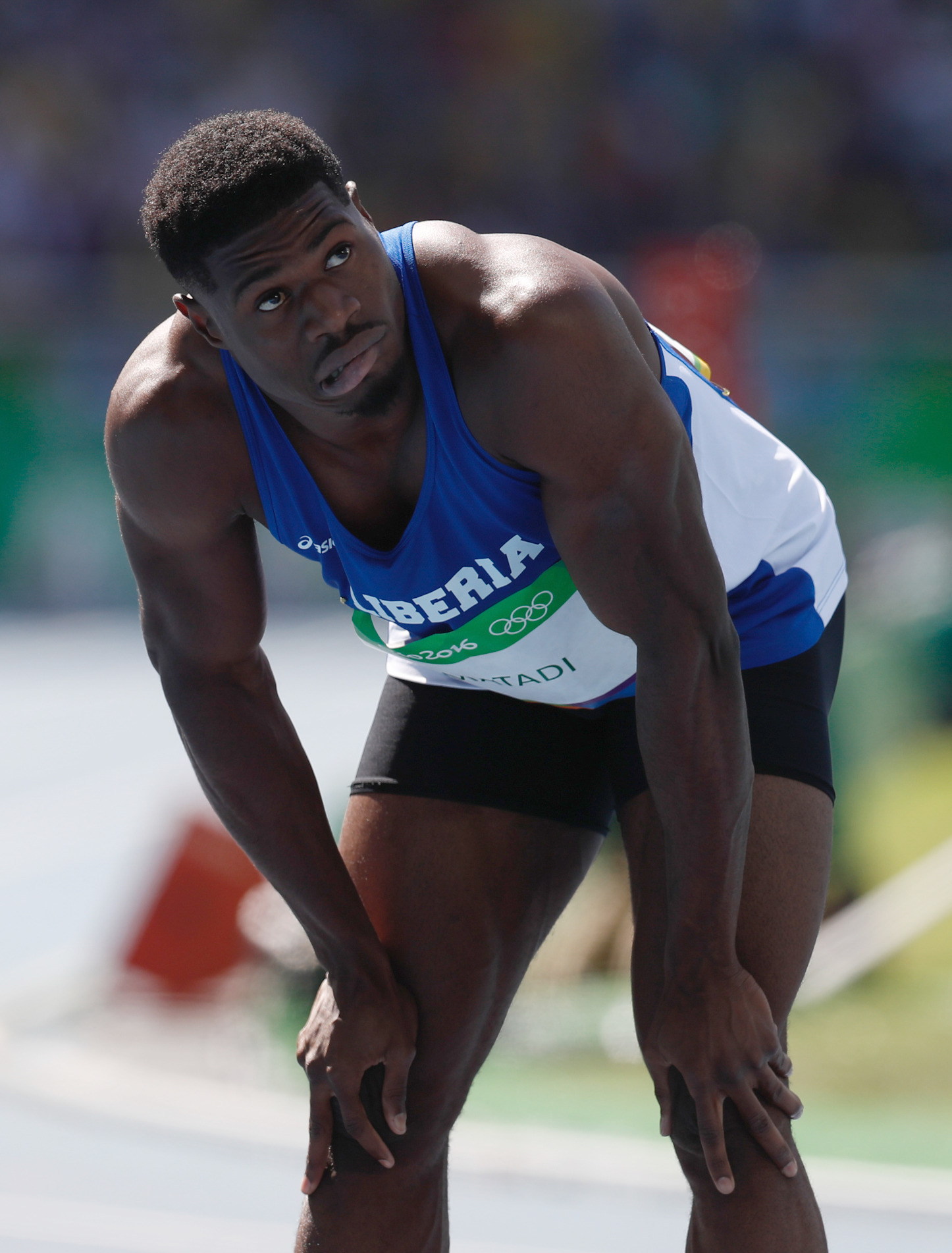
Emmanuel Matadi Rang acht in 10,28 s

### Lauf 3
28. September 2019, 19:01 Uhr Ortszeit (18:01 Uhr MESZ)

Wind: +0,8 m/s
| Platz | Bahn | Athlet          | Land           | Offizielle Zeit (s) | Tausendstelsek. (inoffiziell) |
| ----- | ---- | --------------- | -------------- | ------------------- | ----------------------------- |
| 1     | 6    | Akani Simbine   | Südafrika      | 10,01               |                               |
| 2     | 4    | Zharnel Hughes  | Großbritannien | 10,05               |                               |
| 3     | 9    | Filippo Tortu   | Italien        | 10,11               | 10.101                        |
| 4     | 2    | Tyquendo Tracey | Jamaika        | 10,11               | 10.102                        |
| 5     | 7    | Mike Rodgers    | USA            | 10,12               |                               |
| 6     | 3    | Yoshihide Kiryū | Japan          | 10,16               | 10.151                        |
| 7     | 5    | Jimmy Vicaut    | Frankreich     | 10,16               | 10.153                        |
| 8     | 8    | Arthur Cissé    | Elfenbeinküste | 10,34               |                               |

Im dritten Halbfinale ausgeschiedene Sprinter:

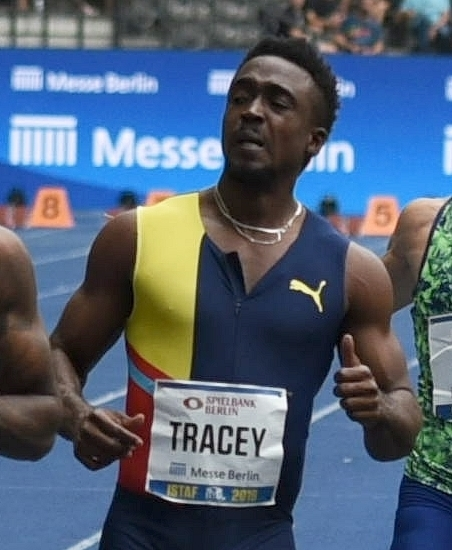
Tyquendo Tracey Rang vier in 10,11 s
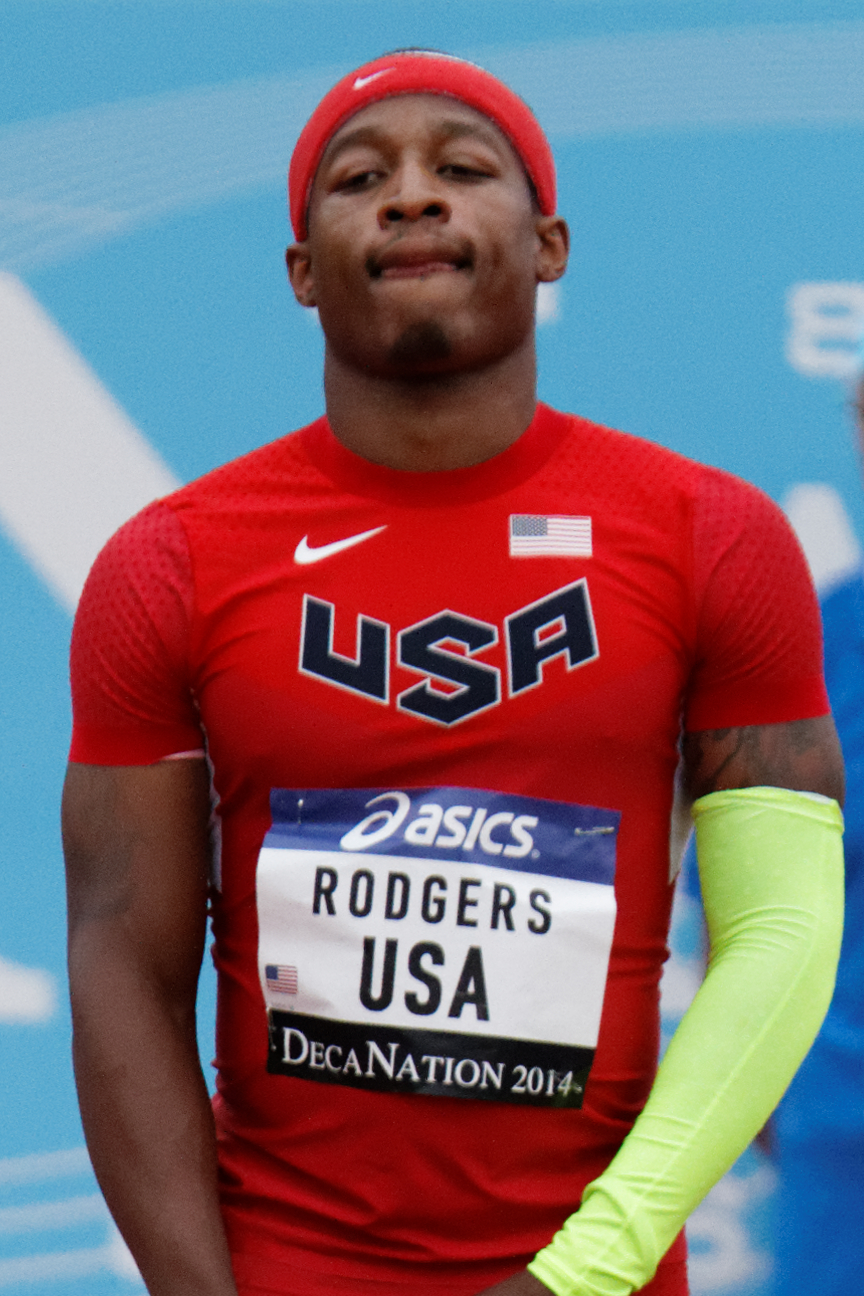
MikeRodgers Rang fünf in 10,12 s
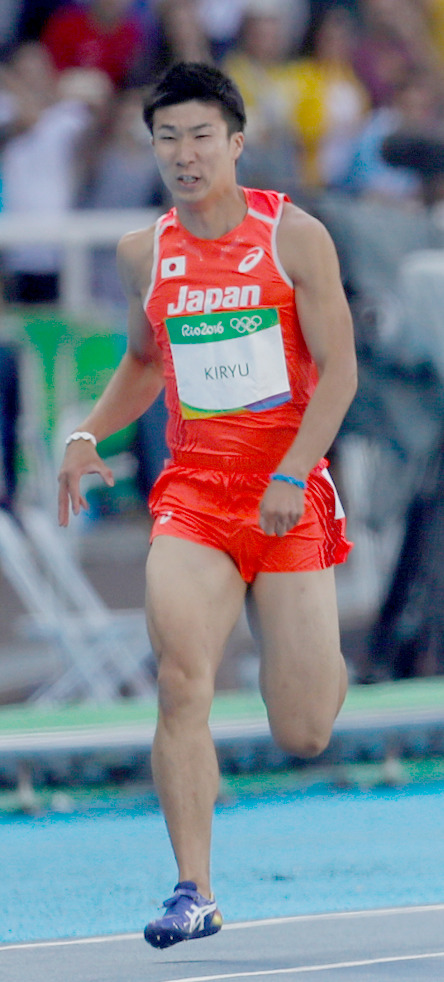
Yoshihide Kiryū Rang sechs in 10,16 s
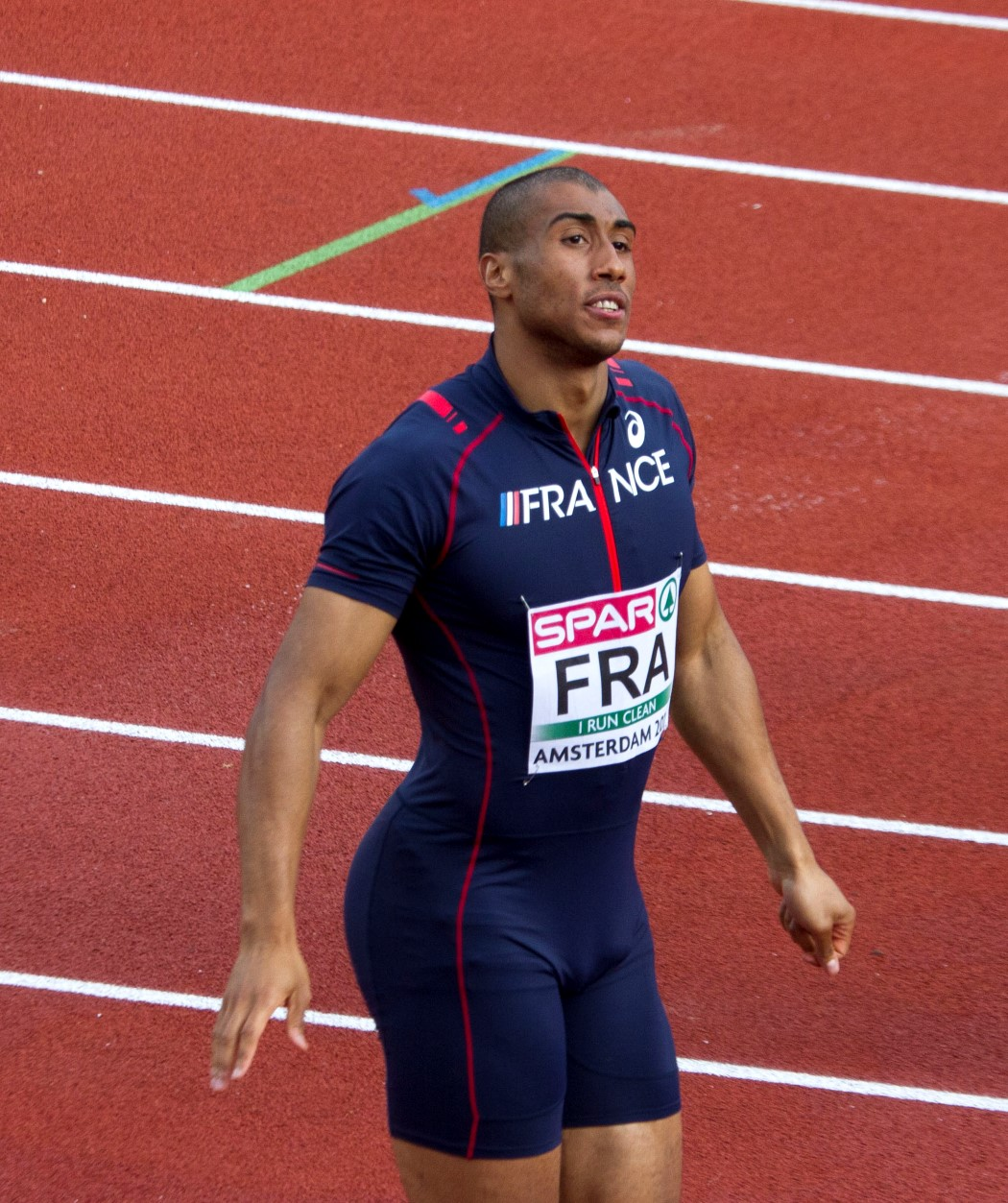
Jimmy Vicaut Rang sieben in 10,16 s

## Finale

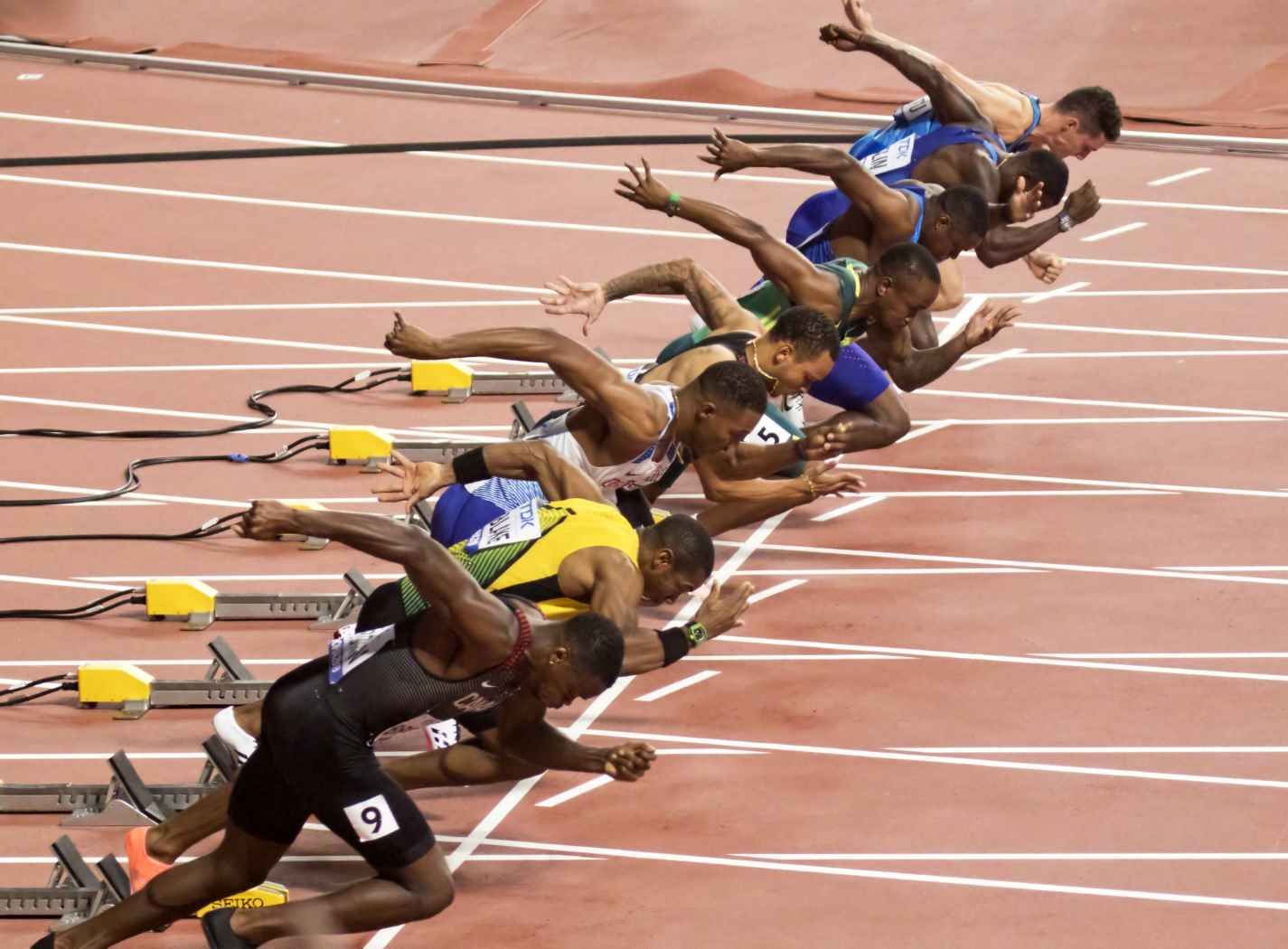
Start zum 100-Meter-Finale

28. September 2019, 22:18 Uhr Ortszeit (21:18 Uhr MESZ)

Wind: +0,6 m/s
| Platz | Bahn | Athlet            | Land           | Zeit (s)    |
| ----- | ---- | ----------------- | -------------- | ----------- |
|       | 4    | Christian Coleman | USA            | 09,76 WL/PB |
|       | 3    | Justin Gatlin     | USA            | 09,89       |
|       | 6    | Andre De Grasse   | Kanada         | 09,90 PB    |
| 4     | 5    | Akani Simbine     | Südafrika      | 09,93 SB    |
| 5     | 8    | Yohan Blake       | Jamaika        | 09,97       |
| 6     | 7    | Zharnel Hughes    | Großbritannien | 10,03       |
| 7     | 2    | Filippo Tortu     | Italien        | 10,07 SB    |
| 8     | 9    | Aaron Brown       | Kanada         | 10,08       |

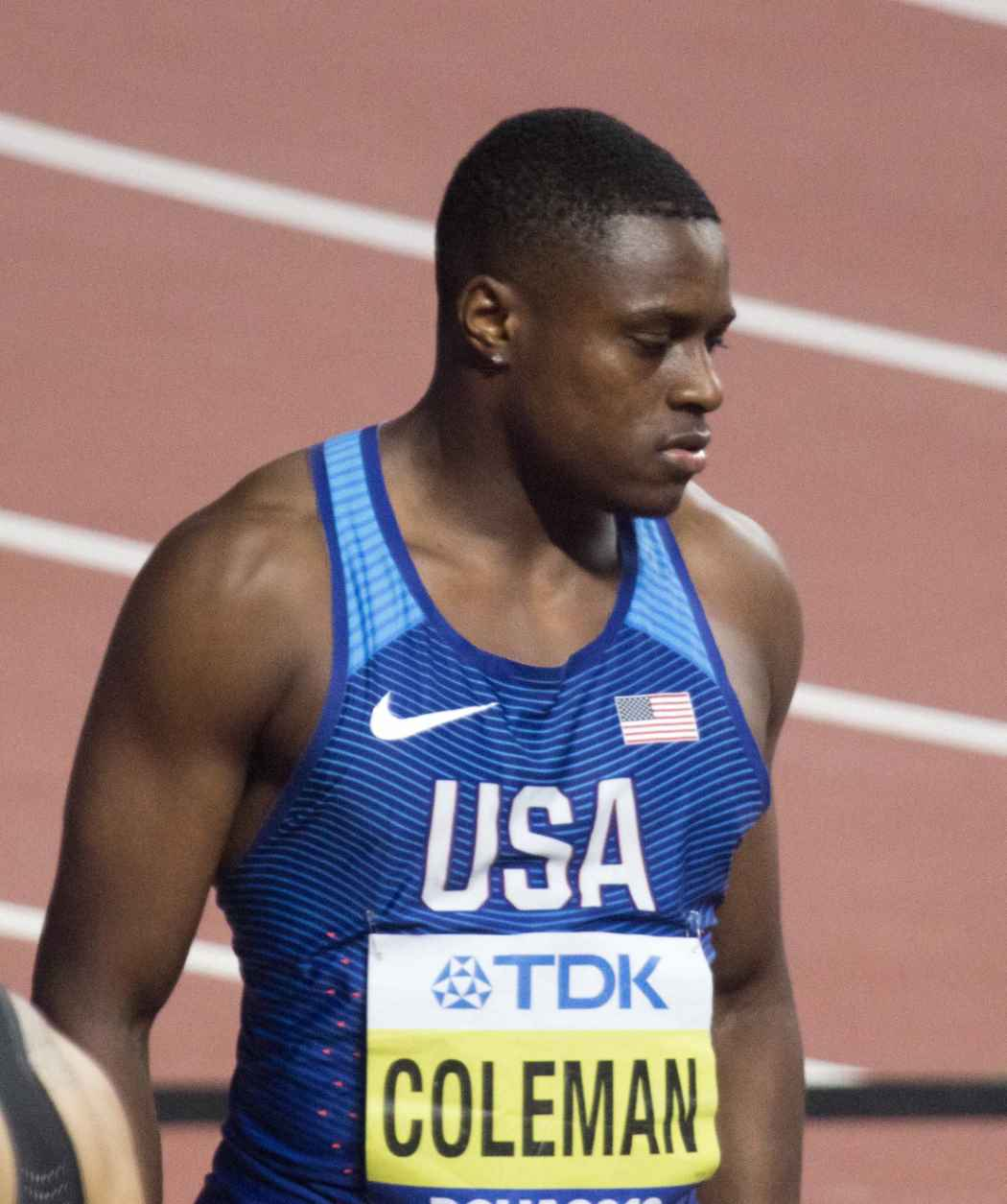
Weltmeister Christian Coleman
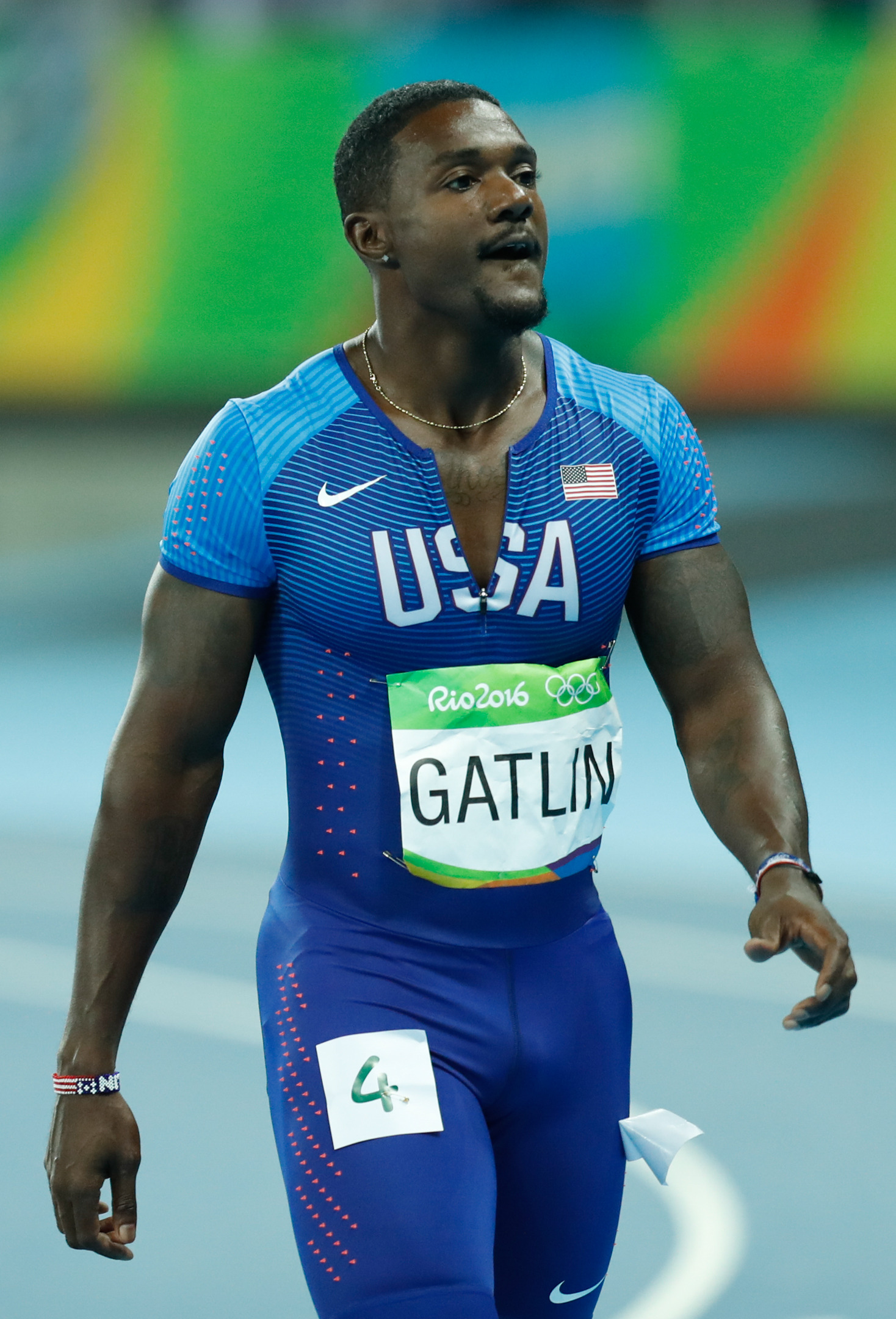
Vizeweltmeister Justin Gatlin
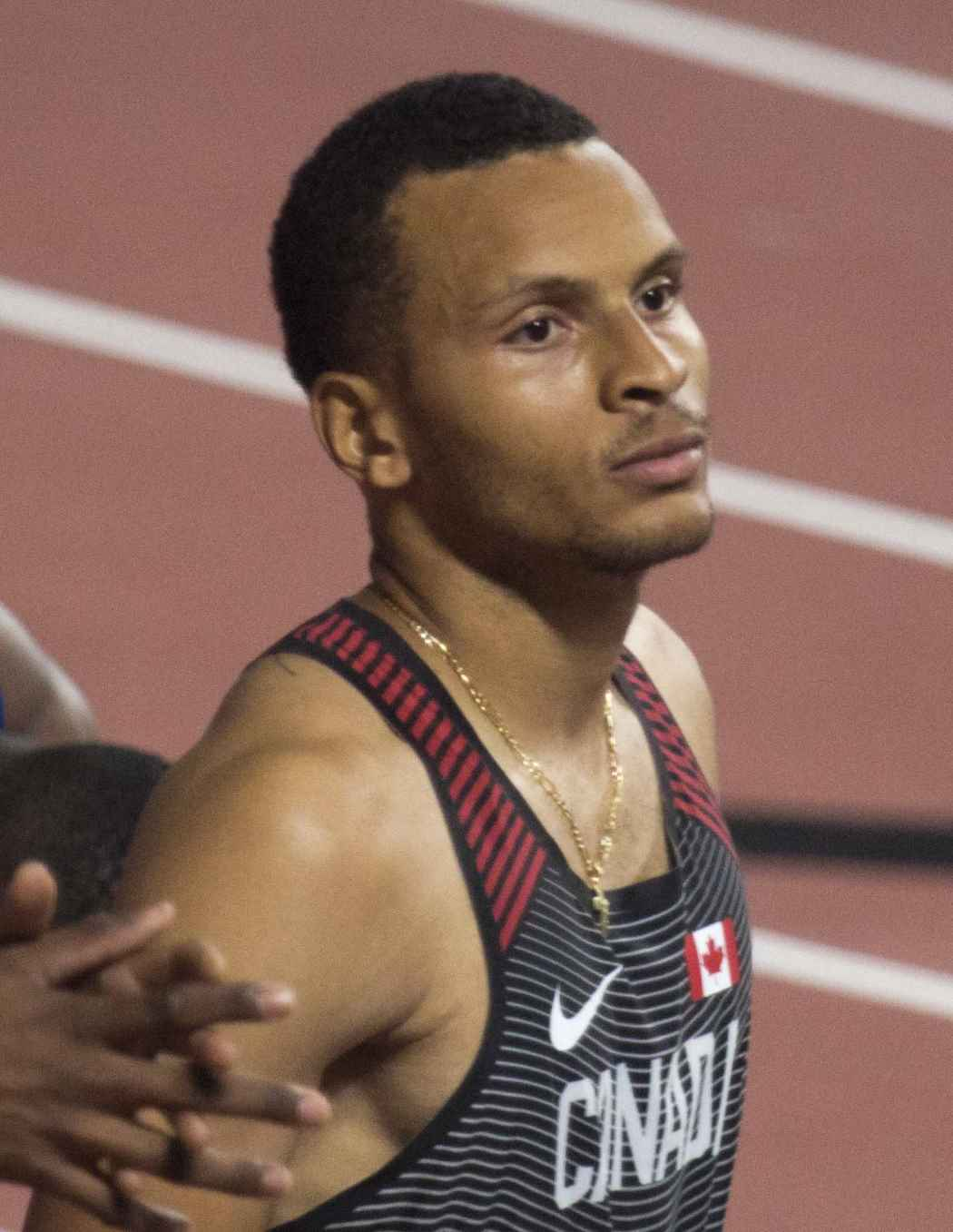
Bronzemedaillengewinner Andre De Grasse
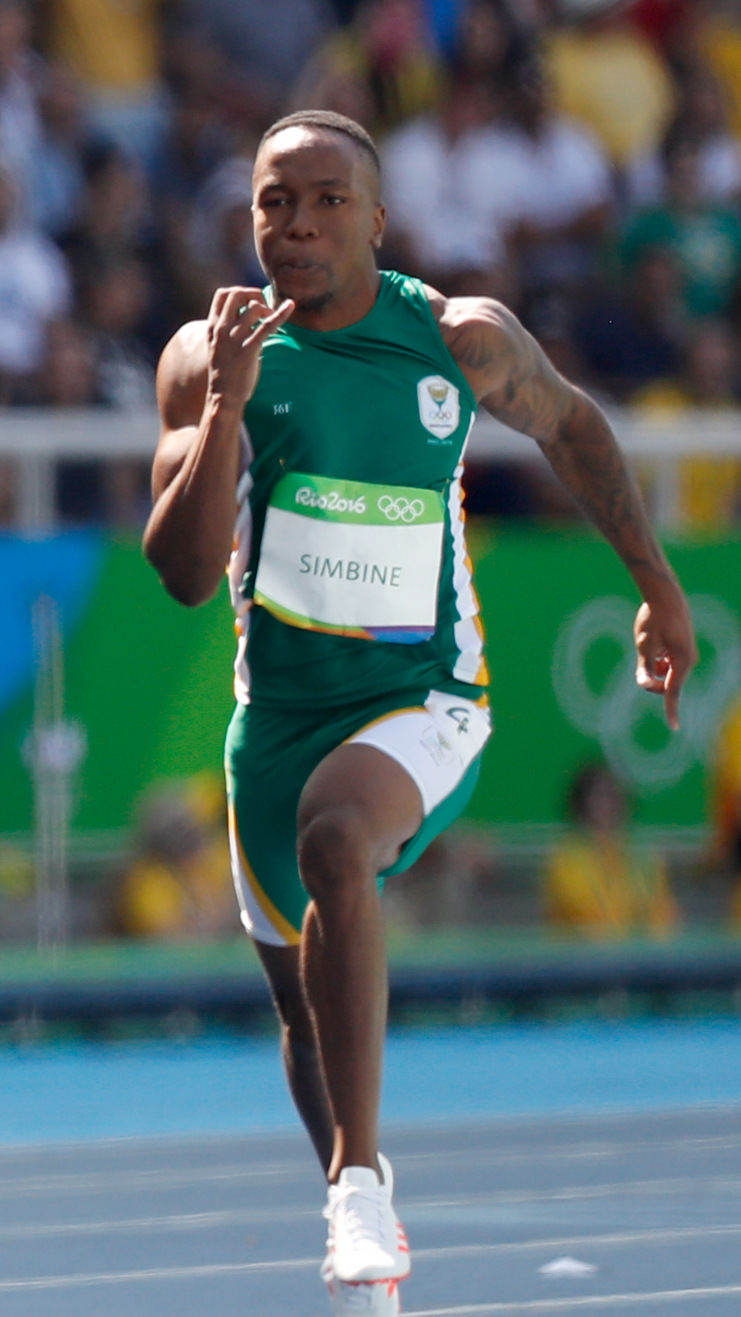
Akani Simbine belegte Rang vier
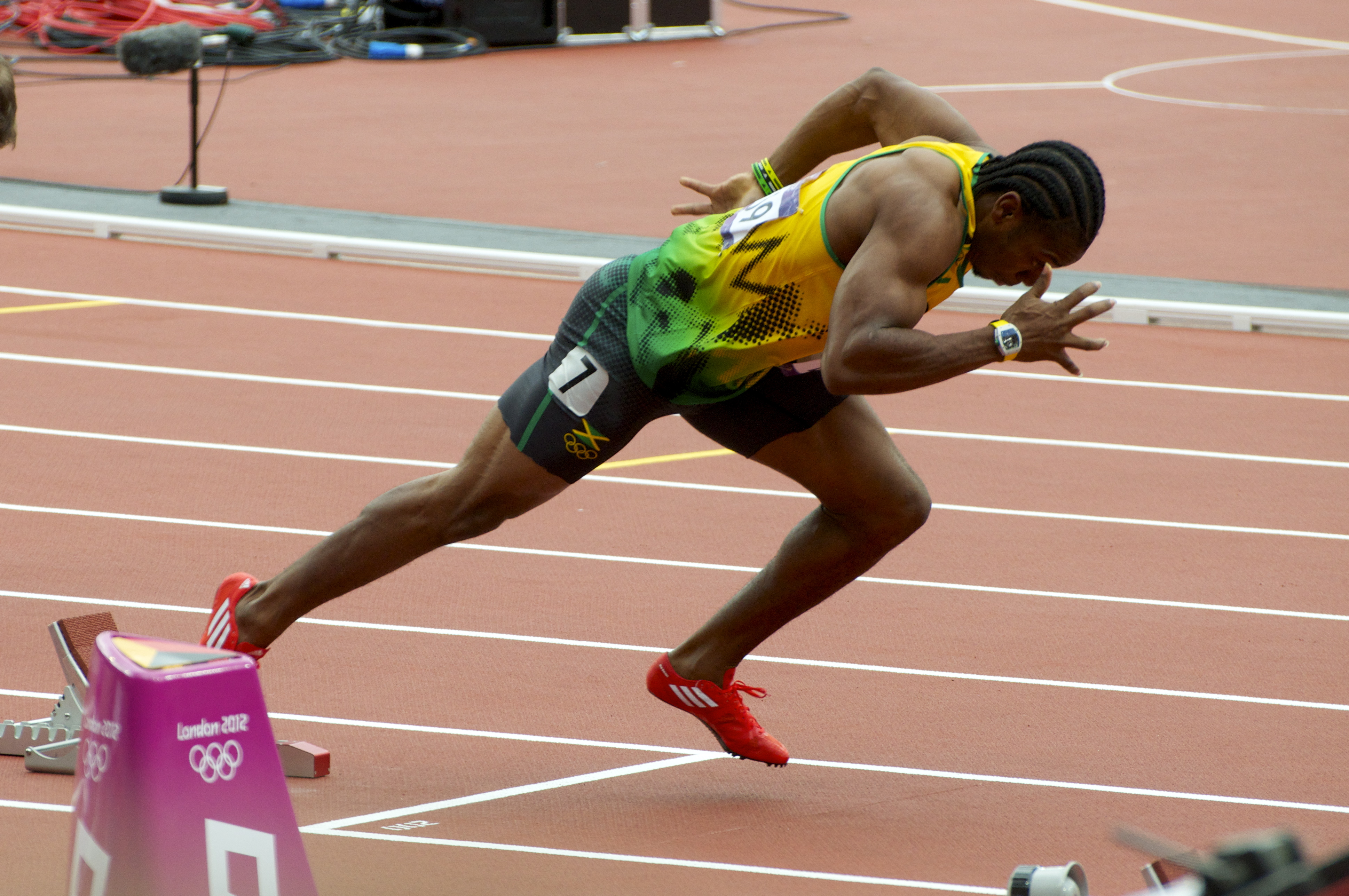
Yohan Blake kam auf den fünften Platz
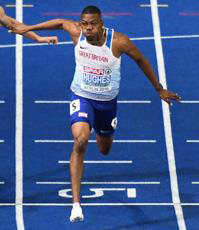
Zharnel Hughes erreichte Platz sechs
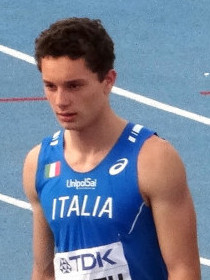
Der siebtplatzierte Filippo Tortu
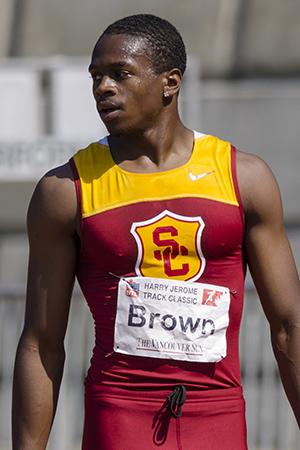
Rang acht für Aaron Brown

## Video
- Coleman wins the 100 m | World Athletics Championships 2019 | Doha Moments, youtube.com, abgerufen am 10. März 2021